# Federico Varese
Federico Varese, född 12 november 1965 i Ferrara, Italien, är professor i kriminologi vid Oxfords universitet i Storbritannien. Han är medlem av kriminologiska institutionen och forskningschef vid Extra-Legal Governance Institute vid sociologiska institutionen i Oxford och medlem av Linacre College. Vareses bok The Russian Mafia: Private Protection in a New Market Economy (2001, 2005) belönades med Ed A. Hewett Book Prize av American Association for the Advancement of Slavic Studies. Varese har handlett ett fåtal doktorander, däribland svensken Pär L. Gustafsson.